# P–40 Warhawk
A P–40 Warhawk a Curtiss gyár által tervezett egyszemélyes, teljesen fémszerkezetű, egymotoros vadászrepülőgép, amely az Amerikai Egyesült Államok Légiereje számára lett kifejlesztve a szintén Curtis gyártotta P–36 Hawk-ból, 1938 októberében szállt fel először. Mivel a sárkányszerkezet fejlesztése a P–36-ból indult, ez lehetővé tette a szolgálatba állítási idő lerövidítését, illetve a fejlesztési és gyártási költségek minimalizálását is. A gyártást 1944 novemberében állították le a 13 738. példány elkészülte után. Az összes gépet a New York állambeli Curtiss-Wright Corporation gyártotta és szerelte össze buffalói üzemében.
A típus nem volt kimagasló képességű repülőgép, mégis 28 ország légiereje rendszeresítette és alkalmazta a második világháború összes hadszínterén és azt követően is. A háború utáni elemzések igazolták, hogy noha a német, olasz és japán vadászgépekkel szemben kevéssé volt hatékony, kis- és közepes magasságokban a nagyobb célok, mint az ellenséges bombázógép-erőknek és felderítőknek komoly veszteségeket okoztak. A világháború közepétől (1942. március 26-tól), a légifölény-képességük elavulását követően alacsonytámadó feladatkörben alkalmazták őket az európai hadszíntereken, a Hawker Hurricane-hez hasonlóan. Legismertebb gépek bizonyára a „Repülő Tigrisek” által repült cápaszájas P–40-esek.
A Warhawk nevet a United States Army Air Corps választotta ki a típusnak, amely az összes amerikai típusváltozat hivatalos típusnevévé vált. A brit Nemzetközösség országai és a Szovjetunió a Tomahawk nevet adta a P–40B és P–40C változatoknak, majd a Kittyhawk-ot a P–40D és a későbbi változatokra. Továbbfejlesztett változata volt az XP–46 és a P–60.
A legutolsó példányokat a Brazil Légierő vonta ki aktív állományából 1958-ban. 2008-ban még körülbelül 19 példány maradt repülőképes állapotban és további 80 van különféle múzeumokban kiállítva.

## Története

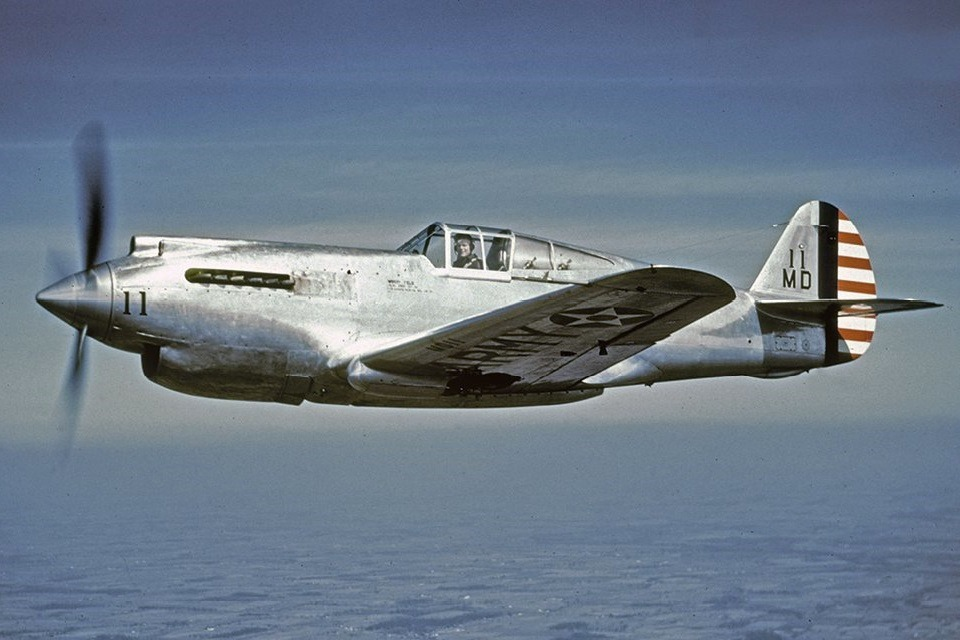
Az USAAC 11. MD (Materiel Division) egyik XP–40-e

A P–36 Hawk üzemeltetése során nyilvánvalóak voltak a típus hiányosságai, ezért a Curtiss a továbbfejlesztésébe kezdett. Tíz gépet építettek át különféle fejlesztési céllal. 1938. október 14-én szállt fel Edward Elliott, a Curtiss berepülőpilótája Buffalóban a tizedik géppel, melynek típusjelzése XP–40 lett. Ebbe a prototípusba már nem a korábbi sorozat PW R–1830 csillagmotorját, hanem a főkonstruktőr Donovan Berlin által tervezett vízhűtéses, turbófeltöltővel felszerelt, tizenkét hengeres Allison V–1710 soros V-motort építették be. A hűtőradiátort, amelyben glikol volt a hőcserélő közeg, a törzs alá építették be. Az USAAC „Vadászhivatalának” (Fighter Projects Officer) egyik tisztje, Benjamin S. Kelsey hadnagy (Lieutenant) ezzel a prototípussal 57 perc alatt körülbelül 300 mérföldet repült le, megközelítőleg 507 km/h-s sebességgel. A leszállás utáni interjúban közölte, hogy hibái ellenére a későbbi változatok körülbelül 100 mérfölddel gyorsabbak lesznek óránként. Kelsey értékelte az Allison motor kiegyensúlyozottságát, kiszámítható teljesítménymutatóit. A V–12-es motor akkora teljesítményt nyújt mint a csillagmotorok, azonban kisebb homlokellenállással rendelkezik, áramvonalasabb burkolatot lehet rá építeni, mellyel körülbelül 5%-kal növelni lehet a végsebességet.
A Curtiss mérnökei az XP–40 fejlesztésébe fektették idejüket, a következő lépés a radiátor áthelyezése lett. Kelsey elrendelte, hogy a prototípust a NACA szélcsatornájában kell további teszteknek alávetni, hogy javítsák a légellenállási, aerodinamikai mutatóit. 1939. március 28-tól április 11-ig a gépet a NACA-ben tesztelték. A tesztelési adatok alapján a Curtiss áthelyezte a radiátort az orr alá, mellyel egy új levegő-beömlőnyílást is felszereltek. Más fejlesztések mellett a futómű-aknaajtók és a kipufogók módosításával olyan teljesítményt értek el, mely már az USAAC-nek is megfelelt. Hátszél nélküli repüléssel Kelsey Wright Field-ből átrepülte a gépet a Curtiss buffalói gyárába 570 km/h-s átlagsebességgel. Későbbi, decemberi tesztelések alatt már elérték az 589 km/h-s sebességet is, ami kortársai között is korszerűnek hatott.
A gyártást egy addig szokatlan és újszerű módon végezte a New York-i Curtiss, hogy fokozza a termelést: a motorral és légcsavarral felszerelt törzset, valamint a szárnyat külön-külön szerelték össze, majd a kettőt egy nyerges pótkocsin egymás fölé helyezték. A két fődarab így egyszerre érkezett meg a gyártól nyolc mérföldre fekvő buffalói repülőtérre, ahol végszerelték, majd berepülték és helyben átadták az USAAC-nek.

## Szerkezeti felépítése

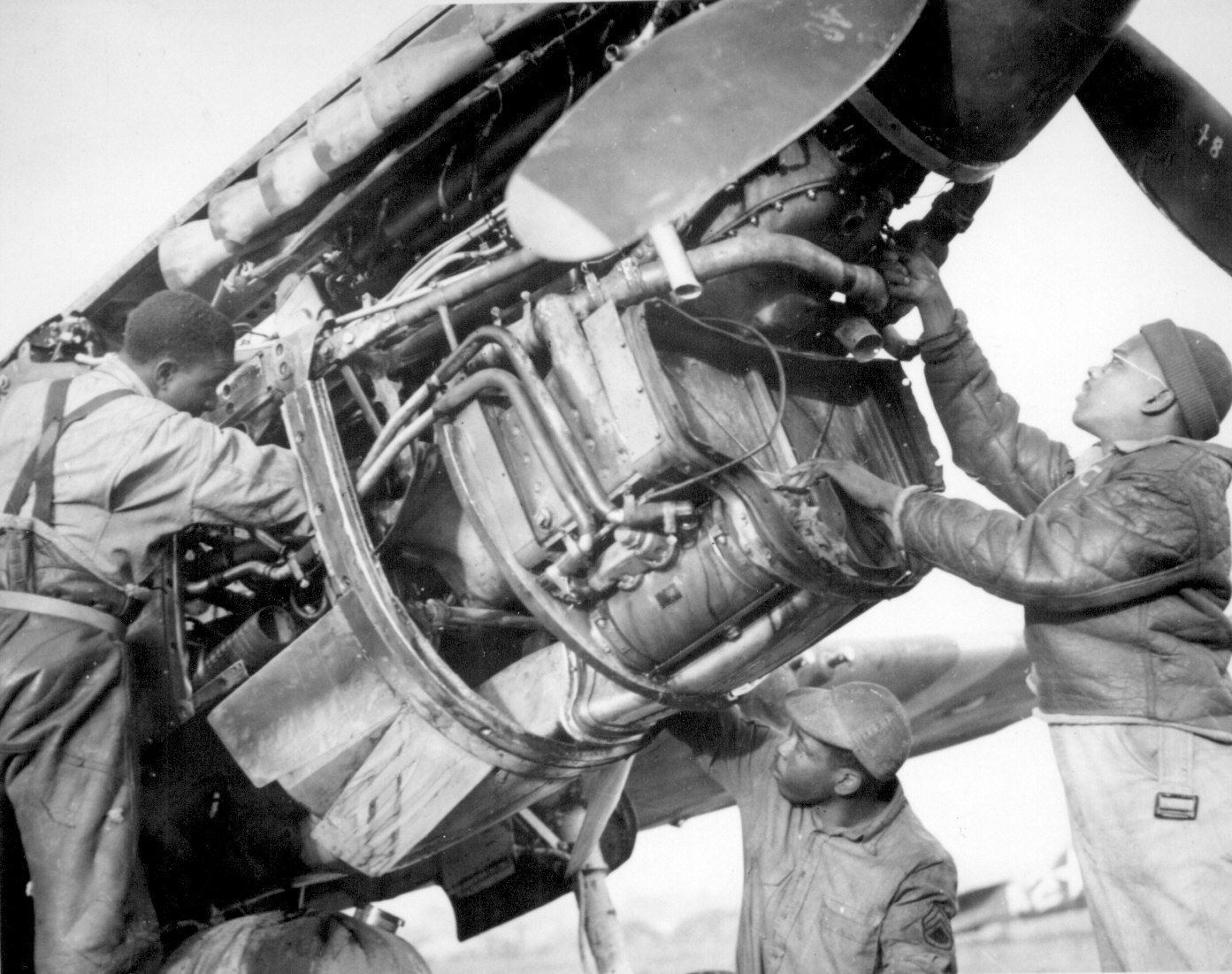
A motor alatti hűtőrendszert javítják a 99. vadász-század műszakisai (99th FS "Tuskeegee Airmen" 332nd Fighter Group, 15th USAAF

A Curtiss P-40-es típusa egy monoplán repülőgép volt, feszített sárknyszerkezettel készült, teljes egészében fém építéssel. Konstrukciója 1938-ban megfelelt a kor elvárásainak, ugyanakkor túlzottan előremutató vagy innovatív dolgokat nem hozott a repülésbe.
Az amerikai tervezők ekkorra felismerték a V-motor előnyeit, így a P-40-esekbe az új konstrukciójú Allison V1710-es motorokat szerelték. A P-40E változatokban a sima szívó motor 857 kW ( 1150 LE ) teljesítménnyel rendelkezett, míg a P-40N változat feltöltött motorja 1014 kW (1560 LE ) adott le 4500 méteres szolgálati magasságban. A V1710 motor glikolos folyadékhűtéssel rendelkezett illetve a kenőolaj is hűtésre szorult, ennek okán került a géptörzs aljára a jellegzetes légcsavar mögötti légbeömlő nyílás, melyen keresztül a hűtőraditorokba áramolhatott a levegő.
A pilótafülke mögött elhelyezett kétoldali ablaksor a hátratekintés elősegítése miatt került a gépre, ám az amúgy is rossz kilátással rendelkező pilótafülkéből így sem lehetett maradéktalanul szemmel tartani a hátsó légteret.
Emellett a gép pilótái több nehézséggel is küzdöttek. Habár a prototípus készülésekor még nem volt elavult konstrukció, a háború előrehaladtával egyre több hiányossága került felszínre. Elsősorban gyengébb emelkedési képessége illetve a fordulékonyság hiánya okán került nagyobb veszélybe a fürge japán vadászgépektől.
A szerkezeti hiányosságokból adódóan a háború végére már alig-alig volt alkalmas vadász feladatok ellátására, és inkább alacsonytámadó repülőnek alkalmazták.
A háromtartós szárny középső főtartóját a húrhossz negyedénél helyezték el, a másik kettőt ez előtt és mögött. Ez utóbbiakhoz rögzítették a belépőél szekcióit és a kilépőélen elhelyezett mozgó felületeket, köztük a csűrőlapokat és a fékszárnyakat.
A szárny alatt kialakított gondolákban helyezték el a futóműveket. A kerekek 90 fokkal elfordultak a behúzás során, így a szárnyba simulhattak.

Emellett a szárnyakban kapott helyet még 3-3 darab 12,7 mm-es géppuska, egyenként 235 darab lőszerrel. A szárnyvégek önálló szerkezeti egységek voltak, így esetleges sérülés esetén könnyű volt azok cseréjének megoldása.

## Típusváltozatok
A prototípusokat és elősorozatokat a gyártó Model 75 típusából fejlesztették ki.
XP–37
YP–37
XP–40A 10. legyártott P–36A-ból lett átalakítva, a csillagmotor helyére az Allison egyik V–1710 soros motorját építették be.

### Model 81
P–40 (Model 81A)Az első sorozatban gyártott változat, amely jelentősen eltért a Model 75-től.
P–40
P–40A
P–40G
Hawk 81A–1A francia légierő 140 darab legyártására adott megrendelést, Hawk 81A–1 néven, metrikus műszerekkel, azonban az ország kapitulálásáig nem kerültek leszállításra, így a brit nemzetközösség vette át a gépeket, Tomahawk I néven lettek rendszeresítve.
P–40B
P–40B
Hawk 81A–2
P–40C
P–40C
Hawk 81A–3
Hawk 81A–2/3

### Model 87
- P–40D
- P–40E
- P–40J
- P–40F
- P–40K
- P–40L
- P–40M
- P–40N

P–40PRR Merlinnel felszerelt változat, amely a motorhiány miatt csak tervezet maradt.
P–40QKísérleti, továbbfejlesztett változat, összesen három darab épült.

### Más változatok
- RP–40
- TP–40
- Twin P–40

## Külső hivatkozások
- p40warhawk.com
- Curtiss P-40 Warhawk
- CURTISS P-40 WARHAWK család – bibl.u-szeged.hu
- Fennmaradt Curtiss P–40-esek – en.wiki (angolul)
- A „Repülő Tigrisek” – en.wiki (angolul)
- P-40 Mark Sheppard: Recovery in Russia – airforce.ru
- Az Ugolok nyeba enciklopédia cikkei (oroszul):
  - P-40 Tomahawk
  - P-40B(C) Tomahawk
  - P-40D(E) Kittyhawk
  - P-40F Kittyhawk
  - P-40K(L,M) Kittyhawk
  - P-40N Kittyhawk
  - Tomahawk a Szovjetunióban
  - P–40 a szovjet–német fronton (szovjet alkalmazás)
  - P–40-nel a japán háborúban (a „Repülő tigrisek”)
  - P–40 Alaszka végén